# Руди Фьолер
Руди Фьолер (на немски: Rudolf Völler) е германски футболист и треньор.

## Биография
Фьолер е роден на 13 април 1960 г. в Ханау, Германия. Той е немски нападател, прекарал по-голямата част от живота си в отбори като Байер Леверкузен и Рома. Носител е на Световната купа през 1990 г. в Италия с националния отбор в Германия. Руди Фьолер е и най-добрият футболист в Бундеслигата през 1983 година. От 2 юли 2000 г. до 24 юни 2004 работи като треньор на националния отбор на Германия. Подава оставка след провала на националния отбор на европейското първенство в 2004 г., а на 18 януари 2005 е назначен за спортен директор на Байер Леверкузен.

## Факти
- през 1986 г. – Вице световен шампион
- през 1990 г. – Световен шампион
- през 1992 г. – Вице шампион на Европа с националния отбор
- през 2002 г. – Вице световен шампион като треньор на Германия